# Col de Picotalen
Le col de Picotalen ou Piquotalen est un col routier à 1 003 m d'altitude dans le département du Tarn, en France.

## Toponymie
Picotalen vient de l'occitan Picatalent qui signifie « pique-faim », c'est-à-dire un lieu propice à une halte-repos.

## Géographie
Environné par la forêt, le col se trouve dans le parc naturel régional du Haut-Languedoc, dans la commune de Lacaune au sud-ouest du bourg. Il est traversé par la D 607 qui est l'ancienne route nationale 607.

## Activités

### Sports d'hiver
Ouverte quand l'enneigement le permet, c'est la plus petite station de ski d’Occitanie et la seule du Tarn. Trois itinéraires balisés — Redondel 3,6 km, Roumane 7,7 km et Bel Vespré 15,9 km — permettent la pratique de la randonnée nordique (skis de fond et raquettes). Le site propose également une piste de luge.

### Cyclotourisme
Plusieurs circuits de randonnée passant par le col sont possibles.